# Cienfuegosi egyházmegye
A Cienfuegosi egyházmegye a római katolikus egyház egyik kubai egyházmegyéje Cienfuegos püspöki székhellyel. A Camagüeyi főegyházmegye szuffragán egyházmegyéje. A Cienfuegosi egyházmegyét 1903-ban alípították, és a Cienfuegos-Santa Clara-i egyházmegye nevet kapta.

## Püspökök
- Anthony Aurelius Torres y Sanz OCD (1904-1916)
- Valentin Zubizarreta y Unamunsaga OCD (1922-1925), kinevezték Sanitago de Cuba érsekévé
- Edward Peter Martinez y Dalmau CP (1935-1961)
- Alfredo Antonio Francisco Müller y St. Martin (1961-1971)
- Fernando Ramon Prego Casal (1971-1995)
- Emily Aranguren Echeverria (1995-2005)
- Domingo Oropesa Lorente (2007 óta)

### Segédpüspökök
- Francis Ricardo Oves Fernandez (1969-1970), havannai érsek lett
- Fernando Ramon Prego Casalt (1969-1970), az egyházmegye püspöke lett
- Emilio Aranguren Echeverria (1991-1995), az egyházmegye püspöke lett

### Máshol lett püspök
- Marcelo Arthur Gonzalez Lover, kinevezték Santa Clara segédpüspökének

## Szomszédos egyházmegyék
- Matanzasi egyházmegye (nyugat)
- Santa Clara-i egyházmegye (kelet)
- Kajmán-szigeteki önálló misszió (dél)

## Fordítás
- Ez a szócikk részben vagy egészben  a   Roman Catholic Diocese of Cienfuegos című angol Wikipédia-szócikk ezen változatának fordításán alapul.  Az eredeti cikk szerkesztőit annak laptörténete sorolja fel. Ez a jelzés csupán a megfogalmazás eredetét és a szerzői jogokat jelzi, nem szolgál a cikkben szereplő információk forrásmegjelöléseként.